# Korpafüvek
A korpafüvek (Lycopodiophyta vagy Lycophyta) a növényvilág (Plantae) egyik törzse. A régebbi osztályozások nem tartották önálló törzsnek, hanem a harasztok törzséhez (Pteridophyta, újabban Monilophyta) sorolták őket, mint ahogy minden élő és kihalt, virágtalan hajtásos növényt is. Ma mintegy 6 nemzetségük él, kb. 1200 fajjal.
Recens osztályaik a valódi korpafüvek (Lycopodiopsida) és a durdafüvek (Isoetopsida). Az Isoetopsida alá sorolt csipkeharasztokat egyes rendszerek osztálynak tekintik Selaginellopsida néven. Amennyiben a csipkeharasztok valóban monofiletikus csoportot alkotnak a durdafüvekkel, az, hogy osztályként kezeljük őket vagy sem, csak ízlés dolga.  A kihalt fajok között akadtak 40 m-es magasságot is elérő fatermetű formák (Lepidodendrales rend), melyek fontos szerepet játszottak a feketekőszén-telepek létrejöttében.

## Evolúciójuk
A korpafüvek hamar leváltak a hajtásos növények (Tracheophyta) fejlődési vonaláról, a harasztokkal (Monilophyta) semmiféle kapcsolatuk nincsen. Külön törzsbe való sorolásuk mind genetikailag, mind morfológiailag indokolt. A korpafüvek a maguk evolúciós útján jelentős fejlettséget értek el, a magképzésig eljutottak (magvas pikkelyfák – Lepidocarpon). A karbon korban Földünk uralkodó növényei voltak, ők határozták meg a vegetáció képét, és a társulások kompetítorai voltak.

## Jellemzőik
A Lycopodiophyta törzs egységes jellemzése nehéz, ugyanis nagyon különböző szerveződésű és testfelépítésű növények tartoznak ebbe a csoportba (a néhány centiméteres mocsári durdafüvektől kezdve a karbon kori óriás, akár 30 m magasságot is elérő pikkelyfákig).
Valódi leveleik nincsenek, csak ún. mikrofillumok, melyek a szár apró kinövéseinek tekinthetők. A mikrofillumon hosszában középütt bordajárat, tulajdonképpen főér található, mely a levélnyom-nyalábba fut a mikrofillum tövénél.
A sporangiumok a mikrofillumok színén képződnek, egyes fajoknál a sporangiumot létrehozó mikrofillumok elveszítik asszimiláló képességüket, és a meddő hajtásrész fölött külön spóratermő füzért alkotnak. A kihalt pikkelyfáknál (Lepidodendrales) ezek hatalmas méreteket értek el, és a fenyők tobozaira emlékeztetnek (egyes kutatók korábban – mint Lam vagy Mägdefrau – a fenyőket a pikkelyfákból vezették le, és a fenyőtobozt a pikkelyfák sporofillum-füzéreivel homológnak tekintették a stachyospória alapján).
Az ősi pikkelyfák heterospórások voltak, azaz haploid spóráik ivaruk szerint alakilag különböztek. A ma élő korpafüvek izospórásak, azaz spóráik ivaruktól függetlenül egyformák. A spórákból fejlődő gametofiton redukált.
A hajtásrendszer elágazása a legfejlettebb alakoknál is primitív villás elágazás, melyet még a Psilophytától „örököltek”. A fejletlenebb alakok izospórásak, a fejlettebbek heterospórásak. Ez utóbbiak egyes csoportjai a magképzésig is eljutottak (magvas pikkelyfák [Lepidospermae], magvas csipkeharasztok [Miadesmiaceae]).

## A mikrofillum és a sporofillum kialakulása
A korpafüvek mikrofillumának és sporofillumának kialakulása máig vitatott kérdés, és tulajdonképpen az egész 20. századi botanika  történetén végigvonul. Ma is folyik róla a vita, és ezzel kapcsolatban legalább három elmélete érdemes megjegyezni (mellesleg sokkal több van):
- A legkorábbi elmélet a Zimmermann-féle telóma-elmélet – amely nemcsak a korpafüvek mikro- és sporofillumának keletkezését magyarázza, hanem a hajtásos növényi szerveződés fejlődésének univerzális elmélete. A telóma tulajdonképpen a legkezdetlegesebb, ősi hajtásos növények villásan elágazó szárrendszerének végső ága, vagyis az utolsó leágazástól a szár csúcsáig terjedő rész. Walter Zimmermann a telómából vezeti le a mikro- és sporofillumot lerövidüléssel és az oldalágak eltűnésével. Eszerint a sporangiumot viselő fertilis telóma folyamatosan rövidült, a sporangiumok száma redukálódott egészen egyig, mialatt a sterilis telóma is rövidült, a többi szomszédos villaág eltűnt. Végeredményképpen maradt egy rövidke sterilis telómacsökevény – ami tulajdonképpen a mikrofillum –, és a fertilis telóma szára is teljesen eltűnt, vagyis a mikrofillum felületére került a sporangium. Ezt az elméletet azonban fosszilis bizonyítékok nem igazolják, mitöbb ellentétben állnak velük (vagyis a telóma-elméletnek is vannak határai).
- A Bower-féle enációs elmélet szerint a sporangium hamarabb létezett, mint a mikrofillum. Szerinte a mikrofillum a szártengelyből kinövő, folyamatosan hosszabbodó tengelyképlet, melybe később ez edénynyaláb is behatol. A mikrofillum fejlődésével a sporangium fokozatosan annak felszínére kerül, és ezzel kialakul az ősi korpafű-sporofillum. Ezt az elméletet az az ősnövénytani tény támasztja alá, hogy a földrétegekben hamarabb találkozunk sporangiumos hajtásképletekkel, mint mikrofillumosokkal.
- A legfiatalabb elmélet a Kenrick–Crane-féle sterilizációs elmélet (1998), mely szerint a mikrofillum csupán sporangiumát vesztett rövid oldalág.